# Север (Ишимбай)
Север, Север города Ишимбая — упразднённое муниципальное образование города Ишимбая Республики Башкортостан. Действовало в 2002—2004 гг.
Глава муниципального образования: Шаронов Вячеслав Анатольевич. Администрация находилась по адресу  г.Ишимбай, Проспект Ленина, 2.

## Водные артерии
Река Белая и её притоки: река Тайрук и ручей Сикул.

## Автодороги
Ишимбай — Салават, Ишимбай — Петровское, Индустриальное шоссе.

## Границы
Северная граница: проходила по реке Белой, затем по ручью Сикулу и поворачивала на юг;
восточная граница: от ручья Сикула по границе садоводческого общества «Бурводстрой» города Ишимбая до автомобильной дороги Ишимбай — Петровское, далее по границе с садоводческим обществом «Искра» города Ишимбая, далее поворачивала на юго-запад и идет по границе садоводческого общества «Искра» города Ишимбая, затем по границе с городской свалкой, поворачивала на юго-восток и шла по границе государственного лесного фонда Ишимбайского лесничества (квартал 60), поворачивала на юг и далее 900 м по границе государственного лесного фонда (квартал 62), затем на северо-восток по границе с садоводческим обществом «Тайрук-1» города Ишимбая, далее на юго-запад вдоль границы садоводческого общества «Тайрук-1» города Ишимбая до реки Тайрук, далее 580 м по реке Тайрук;
южная граница: проходила от реки Тайрук, пересекала улицу Чкалова, шла по улице Бульварной до моста через реку Белую, пересекала реку Белую, шла по Индустриальному шоссе, далее по автомобильной дороге Ишимбай — Салават до границы со Стерлитамакским районом;
западная граница: от автомобильной дороги Ишимбай — Салават по границе с совхозом-техникумом, расположенным на территории Стерлитамакского района, протяжённостью 2,6 км, далее на восток и шла по полевой дороге между городом Ишимбаем и совхозом-техникумом, расположенном на территории Стерлитамакского района, до реки Белой, затем по реке Белой до северной границы города.

## История
В июле 2001 года в Башкортостане принят Закон Республики Башкортостан № 235-з от 25.07.2001 «Об установлении границ муниципальных образований в Республике Башкортостан». Закон устанавливал официальные названия, границы и состав территорий муниципальных образований в регионе.
В ст. 3 в части, относящейся к городу Ишимбаю, выделены два муниципальных образования:
- Север города Ишимбая
- Юг города Ишимбая

Границы муниципального образования Север города Ишимбая определены в Законе Республики Башкортостан № 425-з от 25 декабря 2002 года «Об описании границы муниципального образования Север города Ишимбая Республики Башкортостан»
Данные Законы утратили силу с 17 декабря 2004 года, когда был принят Закон Республики Башкортостан от 17.12.2004 N 126-з «О границах, статусе и административных центрах муниципальных образований в Республике Башкортостан», где в ст.7 «Признание утратившими силу нормативных правовых актов Республики Башкортостан» отмечен:
44) Закон Республики Башкортостан от 25 декабря 2002 года N 425-з «Об описании границы муниципального образования Север города Ишимбая Республики Башкортостан» (Ведомости Государственного Собрания, Президента и Кабинета Министров Республики Башкортостан, 2003, N 3 (159), ст. 113);